# Bredared
Bredared is een plaats in de gemeente Borås in het landschap Västergötland en de provincie Västra Götalands län in Zweden. De plaats heeft 264 inwoners (2005) en een oppervlakte van 31 hectare.

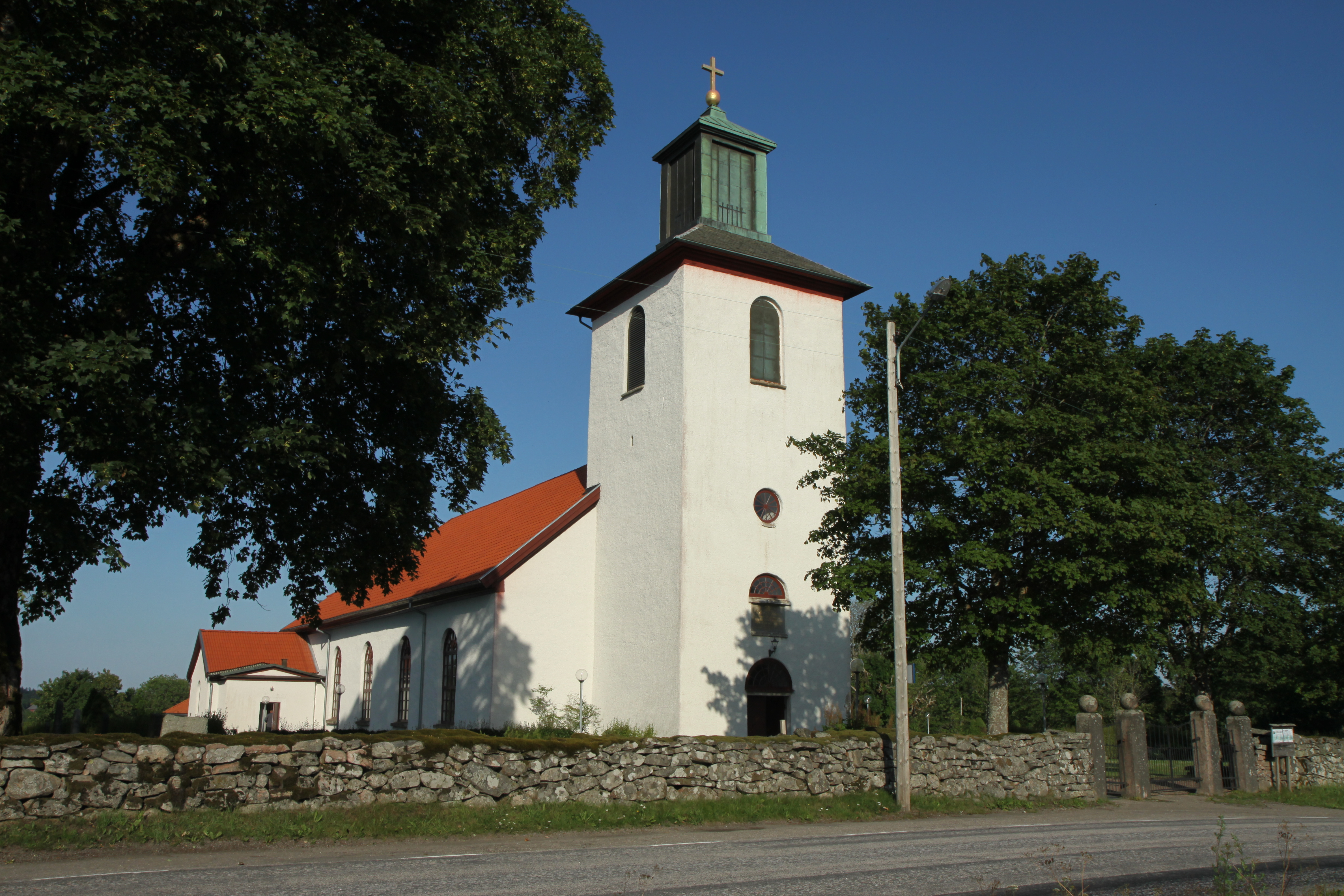
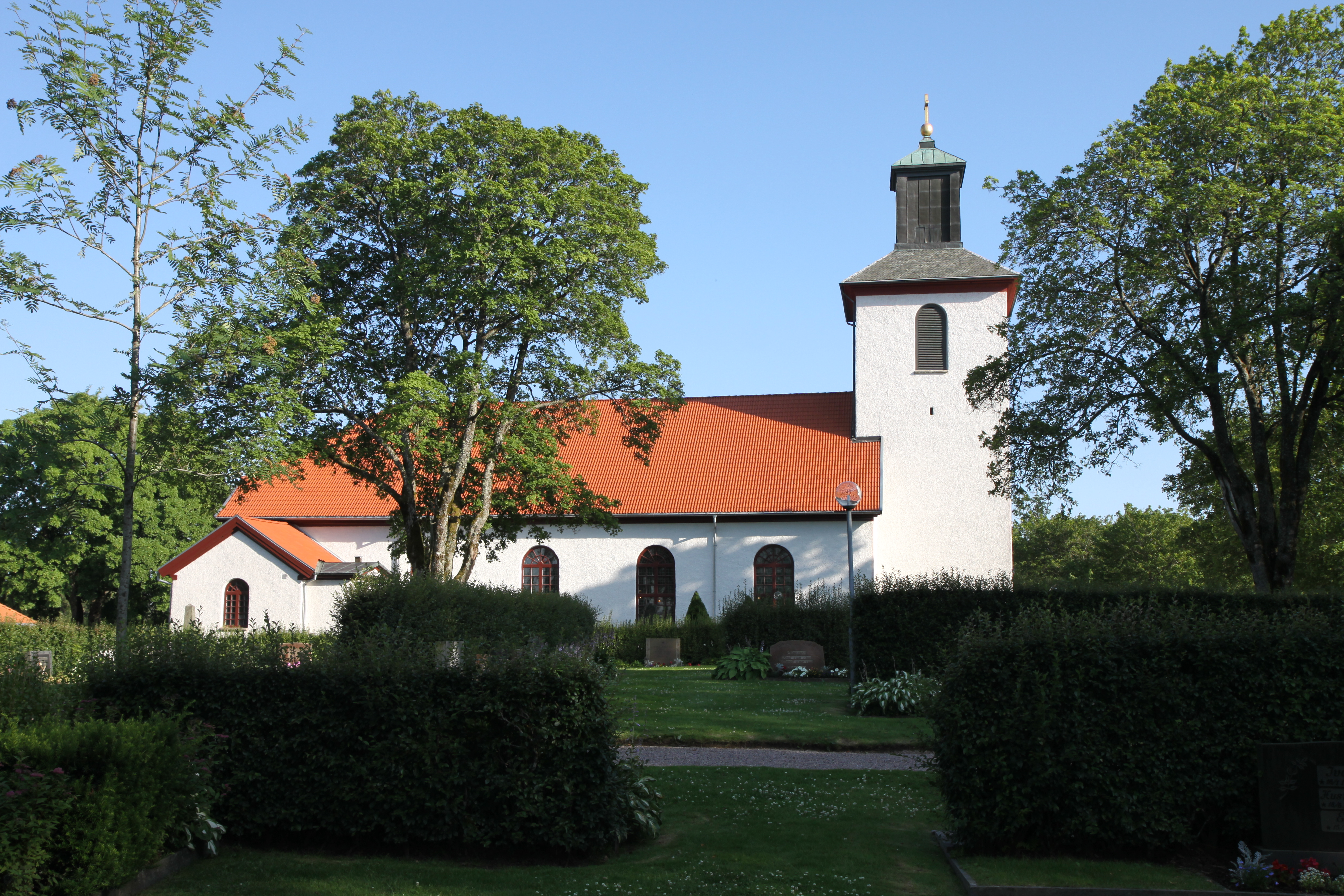